# اندرسون (بازیکن فوتبال، زاده ۱۹۸۸)
اندرسون لوئیس د آبرئو اولیویرا (پرتغالی: Anderson Luís de Abreu Oliveira؛ زادهٔ ۱۳ آوریل ۱۹۸۸) ، فوتبالیست حرفه ای بازنشسته برزیلی است که به عنوان دستیار مدیر آدانا دمیرسپور کار می کند. او در پست هافبک بازی می کرد و بیشتر به خاطر دوران حضورش در منچستر یونایتد مشهور بود

## افتخارات

### گرمیو
- سری بی (۱): ۲۰۰۵

### پورتو
- لیگ برتر (۲): ۰۷-۲۰۰۶ ، ۰۶-۲۰۰۵
- جام حذفی (۱): ۰۶-۲۰۰۵
- سوپر جام (۱): ۲۰۰۶

### منچستر یونایتد
- لیگ برتر (۴): ۱۳-۲۰۱۲ ، ۱۱-۲۰۱۰ ، ۰۹-۲۰۰۸ ، ۰۸-۲۰۰۷
- جام اتحادیه (۱): ۰۹-۲۰۰۸
- جام خیریه انگلستان (۱): ۲۰۱۳ ، ۲۰۱۱
- لیگ قهرمانان اروپا (۱): ۰۸-۲۰۰۷
- جام باشگاه های جهان (۱): ۲۰۰۸

### اینترناسیونال
- کمپیوناتو گاتو (۱): ۲۰۱۵

### زیر ۱۷ سال برزیل
- South American U-17 Championship (۱): ۲۰۰۵
- جام جهانی فوتبال زیر ۱۷ سال (۱): ۲۰۰۵

### زیر ۲۳ سال برزیل
- مدال برنز المپیک ۲۰۰۸

### برزیل
- کوپا آمریکا (۱): ۲۰۰۷

### فردی
- پسر طلایی ۲۰۰۸